# Microregione di Cachoeira do Sul
Cachoeira do Sul è una microregione del Rio Grande do Sul in Brasile, appartenente alla mesoregione di Centro Oriental Rio-Grandense.
È una suddivisione creata puramente per fini statistici, pertanto non è un'entità politica o amministrativa.

## Comuni
È suddivisa in 7 comuni:
- Cachoeira do Sul
- Cerro Branco
- Novo Cabrais
- Pantano Grande
- Paraíso do Sul
- Passo do Sobrado
- Rio Pardo